# Vincenzo Lombardi
Vincenzo Lombardi (Alatri, 20 novembre 1820 – Como, 26 novembre 1906) è stato un patriota italiano.

## Biografia
Nacque ad Alatri da Angelo Antonio e Maria Francesca Lupi; il 27 febbraio 1849 entrò come soldato nel Battaglione Cacciatori dellAlto Reno e come tale prese parte alla difesa di Ancona bloccata dagli austriaci. Il 2 agosto dello stesso anno fu promosso tenente. In quel periodo si guadagnò la stima di Garibaldi che, dopo l'arrivo dei francesi a Roma e la conseguente caduta della Repubblica Romana si recò con pochi suoi fidi, tra cui Vincenzo Lombardi, alla volta di Venezia che ancora resisteva allo straniero.
I garibaldini si imbarcarono a Cesenatico ma Lombardi e alcuni suoi compagni furono fatti prigionieri e rimpatriati. Lombardi tornato ad Alatri visse di stenti.
Morì il 26 novembre 1906 all'età di 86 anni in una clinica vicino a Como.
Il comune di Cesenatico ha rievocato le spedizioni dei garibaldini dedicando loro una lapide, sulla quale è ricordato Vincenzo Lombardi.